# 博尔讷
博尔讷（荷蘭語：Borne）是荷蘭的一個市镇，位於荷蘭東部，在行政區劃上屬於上愛塞省。博尔讷是德國城市赖讷的姊妹城市。這座城市的歷史可以追溯至鐵器時代晚期和羅馬帝國時代。

## 外部連結
- 维基共享资源上的相關多媒體資源：博尔讷
- 官方网站